# The Mad Ghoul
The Mad Ghoul – amerykański film grozy z 1943 roku. Adaptacja opowiadania Hannsa Kräly'ego.

## Obsada[1]
- David Bruce – Ted Allison
- Evelyn Ankers – Isabel Lewis
- George Zucco – doktor Alfred Morris
- Robert Armstrong – Ken McClure
- Turhan Bey – Eric Iverson
- Milburn Stone – Macklin
- Andrew Tombes – Eagan
- Rose Hobart – Della
- Addison Richards – Gavigan
- Charles McGraw – Garrity